# Constança (prenom)
Constança és un prenom femení català.

## Origen
Etimologia: del llatí constantĭa, que a més de nom de virtut, era també nom de dona i de lloc.
Variants antigues: Costança, Gostança

## Difusió
Constança és un prenom llatí, documentat ja a l'època romana, que fou molt popular durant l'edat mitjana.
Versions en altres idiomes: 
- occità: Constança, Constància[3]
- francès: Constance
- anglès: Constance, Constancy
- neerlandès: Constance, Constantia
- polonès: Konstancja
- portuguès: Constança
- castellà: Constancia, Constanza
- romanès: Constanta
- alemany: Konstanze, Constanze, Konstanz
- italià: Constanza

## Festa onomàstica
Se celebra el l'onomàstica el 21 d'octubre en honor de Santa Constança, filla de l'emperador romà Constantí I el Gran. També, però, es pot celebrar l'onomàstica en la festa d'altres santes que portaren aquest prenom:
- Santa Constança, màrtir, Nuceria Alfaterna, 19 de setembre
- Santa Costança de Vercelli, monja, 18 de febrer
- Constança de Castro, religiosa gallega, venerada com a beata, 14 de juny

## Biografies
- Flàvia Valèria Constància, emperadriu romana.
- Constança I de Sicília, reina de Sicília i emperadriu del Sacre Imperi Romanogermànic.
- Constança d'Antioquia, regent del principat d'Antioquia.
- Constança d'Arle, reina de França.
- Constança de Portugal i d'Aragó, reina consort de Castella i  Lleó.
- Constança d'Aragó i de Castella, reina d'Hongria, de Sicília i Alemanya. Emperadriu consort de Frederic II d'Alemanya.
- Constança d'Aragó i de Navarra, filla de  Pere IV el Cerimoniós, reina de Trinacria.
- Constança d'Aragó i d'Entença, reina de Mallorca i princesa consort d'Acaia.
- Constança d'Aragó i d'Anjou, infanta de la Corona d'Aragó, filla de Jaume el Just.
- Constança de Montcada, infanta de Bigorra.
- Constança de Castella, infanta i reina de Castella.
- Constança de Borgonya, infanta de Borgonya i reina consort de Castella.
- Constança de Castella i de Barcelona, infanta de Castella i reina consort de França.
- Constança de Sicília, filla de Manfred de Sicília, reina consort d'Aragó i de Sicília.
- Constança Manuel, primera reina consort de Castella i Lleó, i més tard reina consort de Portugal.

### Versió Constanze
- Constanze Mozart, muller de Wolfgang Amadeus Mozart
- Constanze Manziarly, cuinera vegetariana d'Adolf Hitler

### Versió Constance
- Constance Markiewicz, comtessa revolucionària

### Versió Constanza
- Constanza de Castro, noble gallega

## Topònims
El nom de diverses ciutats i llocs geogràfics:
- Constança a Alemanya (on es va signar la Pau de Constança)
- Constanța de Romania
- Constanza a la República Dominicana
- Constantia (CDP), concentració de població de l'estat de Nova York, Estats Units
- Llac de Constança és un llac a Alemanya, Àustria i Suïssa.

## Curiositats
- Era el nom de l'esposa d'Enric VI del Sacre Imperi Romanogermànic i Dante el remembra a El paradís